# Vilém II. Oranžský
Vilém II. Oranžský (27. května 1626, den Haag – 6. listopadu 1650 tamtéž) byl oranžsko-nasavský kníže, místodržitel Spojených provincií nizozemských od 14. března 1647 do své smrti.

## Dědictví
Vilém byl nejstarším synem místodržitele Frederika Hendrika Oranžského a jeho manželky Amálie zu Solms-Braunfels, dvorní dámy Alžběty Stuartovny (dcery anglického a skotského krále Jakuba I. a manželky „zimního krále“ Fridricha Falckého). Prvním místodržitelem byl Vilém I. Oranžský, jehož nástupcem se stal jeho starší syn Mořic Oranžský; poté, co zemřel bez dědice, připadl titul jeho mladšímu polorodému bratrovi Frederiku Hendrikovi. Kromě bratra, který zemřel měsíc po narození, měl Vilém II. Oranžský sedm mladších sester.

## Krátká vláda
V roce 1648 Vilém odmítl podepsání holandsko-španělského ujednání v Münsteru, které vybojoval jeho otec Frederik Hendrik (kromě jiného ujednání potvrzovalo nezávislost Nizozemí). V tajnosti začal vyjednávat s dosavadním nepřítelem – Francií a posléze spolu s Francií usiloval o dosazení svého švagra Karla II. na anglický trůn.
V roce 1650 se Vilém dostal do sporu mezi nizozemskými provinciemi a členy mocných patricijských kupeckých rodů z Amsterodamu. Příčinou konfliktu byla redukce počtu vojsk, ke které mělo dojít na základě ustanovení ujednání z Münsteru. Vilém byl nepřítelem ujednání a o to více redukce, neboť zmenšení armády by zmenšilo i jeho vojenskou moc. Spor se skončil tím, že většina členů generálních stavů se ocitla ve vězení v zámku Loevestein. Navíc Vilém vyslal ještě svého bratrance Viléma Frederika Nasavsko-Dietzského s armádou čítající 10 000 mužů proti Amsterodamu, tažení se však nezdařilo kvůli nepřízni počasí.

## Manželství a potomci

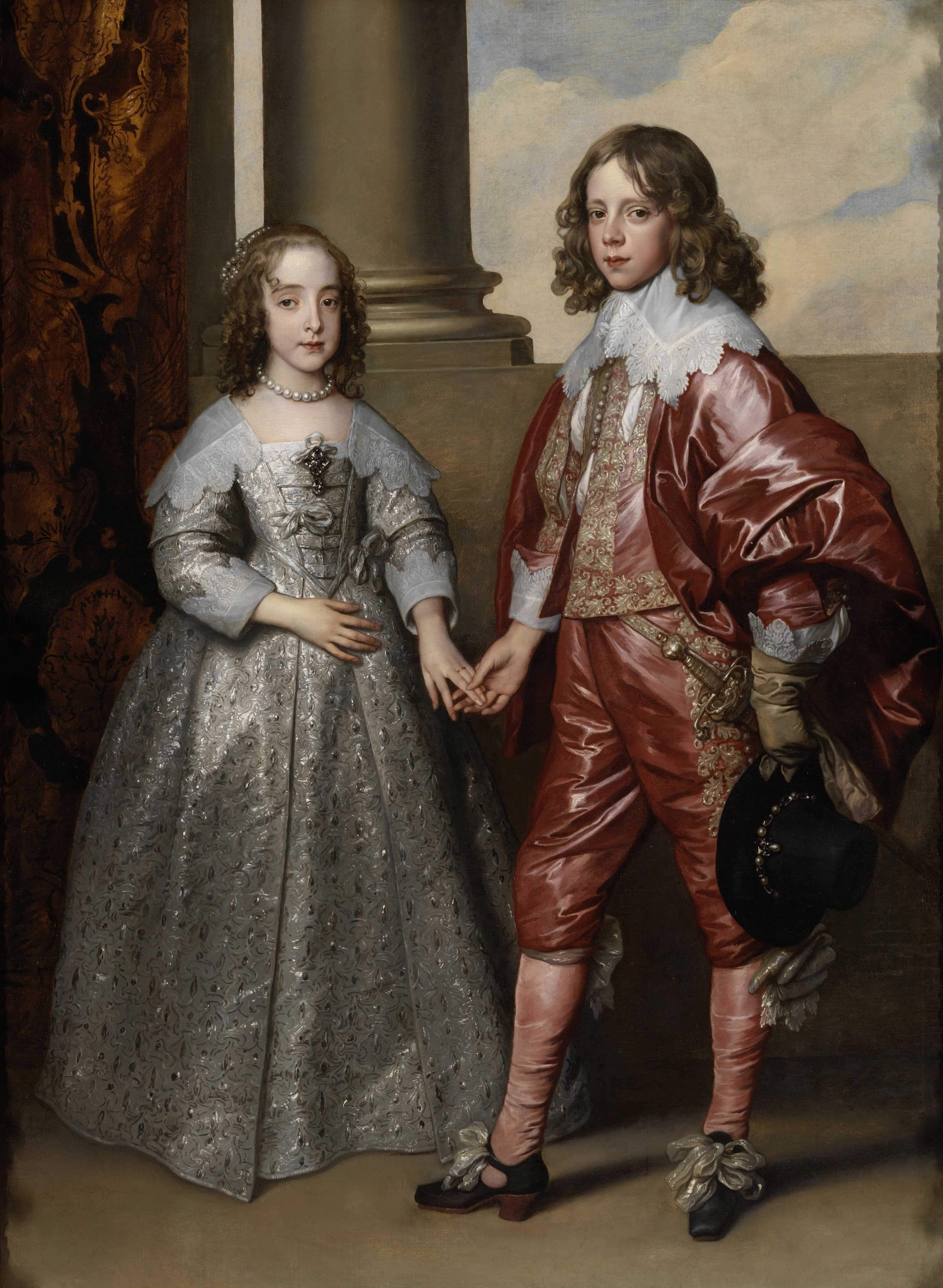
Portrét Viléma II. a Marie Henrietty Stuartovny namalovaný u příležitosti jejich zásnub Anthonisem van Dyckem

2. května roku 1641 se Vilém oženil s anglickou princeznou Marií Henriettou Stuartovnou, Princess Royal, nejstarší dcerou krále Karla I. Stuarta a jeho manželky královny Henrietty Marie. Ceremonie se konala v královské kapli ve Whitehallu v Londýně.
Vilém II. vládl pouze tři roky, 6. listopadu 1650 zemřel na neštovice. Jeho syn Vilém III. se narodil jako pohrobek, týden po jeho smrti. Vilém III. se v roce 1672 stal nizozemským místodržícím a v roce 1689 králem Anglie.